# Kateryna Kalytko
Kateryna Kalytko (ucraïnès: Катерина Олександрівна Калитко)  (Vínnitsia, 8 de març de 1982) és una escriptora i traductora ucraïnesa.

## Biografia
Katerina Kalytko va néixer el 8 de març de 1982 a Vínnitsia. Va estudiar a l'Acadèmia Mohyla-Universitat Nacional de Kíiv. La seva obra ha estat publicada per Meridian Czernowitz. Va fundar l'Intermezzo Short Story Festival.
Les obres de Kateryna Kalytko s'han publicat en publicacions periòdiques, en particular a les revistes Світо-Вид (Svito-Vid), Українські проблеми (Ukrayinsky Problemy), Молода Україна (Molodà Ukraïna), Кур'єр Кривбасу (Kurier Kryvbasu), i Radar, i han aparegut en antologies i almanacs: Привітання життя (Salutacions de la vida), Гранослов (Hranoslov), Початки. Антологія молодої поезії (1998) (Els inicis. Antologia de poesia jove), Молоде вино (2000) (Vi jove), Колекція (2001) (Col·lecció), Українська поезія ХХ ст. (2001) (Poesia ucraïnesa del segle XX), Багатоголосся. Подільська поезія ХХ ст. (2002) (Polifonia. Poesia de Podília del segle XX), Найкращі вірші про кохання. Чоловічий примірник (2007) (Els millors poemes sobre l'amor. Còpia masculina), Дві тонни (2007) (Dues tones), Чорне і червоне: Сто українських поеток ХХ сторіччя (2011) (Negre i vermell: Cent poetes ucraïnesos del segle XX), М'якуш. Антологія української смакової поезії (2012) (Molla. Antologia de poesia del gust ucraïnès), i altres.
Als 17 anys va guanyar el seu primer concurs de poesia «Гранослов» (Hranoslov) (1999). També va ser guanyadora del festival de poesia «Молоде вино 2000» (Vi jove) i «Привітання життя» (Salutacions de la vida), el Concurs de l'Editorial Smoloskyp i el Premi Literari Blagovest. Va guanyar el Premi de Literatura Joseph Conrad 2017.
El 2017, el llibre de Kateryna Kalytko The Land of the Lost, or Little Scary Tales (La terra dels perduts o Petits contes de por), publicat per l'Old Lion Publishing House, va ser guardonat amb el Llibre de l'any de la BBC 2017.
El llibre de poemes Ніхто нас тут не знає, і ми - нікого (Aquí ningú no ens coneix, i no som ningú) (2019). està dedicat a la psicologia humana amb el rerefons d'esdeveniments històrics significatius. Alguns dels poemes estan escrits en vers lliure. La col·lecció va rebre el premi LitAccent de l'Any (2019) en la categoria de «poesia».

## Publicacions
Novel·la
- M(h)ysteria.[9]
- The Land of All Those Lost, or Creepy Little Tales [La terra dels perduts o Petits contes de por]. 2017.[10]

Poesia
- Посібник зі створення світу [Una guia per crear el món]. Vínnitsia 1999.
- Сьогоднішнє завтрашнє [Avui, demà]. Kíev 2001.
- Портретування асфальту [Retrat d'asfalt]. Kíev 2004.
- Діалоги з Одіссєем [Diàlegs amb Odisseu]. Kíev 2005.
- Сезон штормів [Temporada de tempestes]. Kíev 2013.
- Катівня. Виноградник. Дім [La cambra de tortura. Vinya. Llar]. Lviv 2014.[11]
- Ніхто нас тут не знає, і ми - нікого [Aquí ningú ens coneix, i no som ningú]. Txernivtsí 2019.[1]

## Premis i distincions
- Premi del Certamen Literari de Granoslov (1999).
- Guanyadora del Festival de poesia Vi jove (1999).
- Premi Literari i Artístic Podolsk «Cirera de cristall» (2000).
- Premi Bohdan-Ihor Antonych «Salutacions de la vida» (2001).
- Premi Anunciació (2001).
- Laureat del Concurs de l'Editorial Smoloskyp (2003).
- Premi Aventura Cultural (2004).
- Premi LitAccent de l'any (2014) pel llibre Kativnya. Vinya. Llar.
- Beca de la Central European Initiative Fellowship (2015).[12]
- Premi Vilenica Crystal (2016) del Festival Internacional de Literatura de Vilenica.[13]
- Premi al llibre de l'any de la BBC (2017) per The Land of the Lost o Little Scary Tales.
- Premi Literari Joseph Conrad-Kozienowski (2017) de l'Institut Polonès de Kíev.[Nota 1][5]
- Premi LitAccent de l'any (2018) pel llibre Bunar.
- Premi Especial del Jurat del Premi Ciutat de la Literatura de la UNESCO per la col·lecció de poesia Bunar (2019).[14]
- Premi LitAccent de l'any (2019) pel llibre Aquí no ens coneix ningú i no som ningú.
- Premi Independent Women in Arts d'ONU Dones (2019) i de l'Institut d'Ucraïna com a part de la Setmana de les Arts HeForShe 2019.

## Activitats de traducció
Investiga i tradueix literatura contemporània a Bòsnia i Hercegovina. Va traduir i publicar els cicles de contes d'escriptors de Bòsnia i Hercegovina com Milenko Yerhović, Snizhana Mulić, Semezdyn Mehmedinović, Lamia Begagić i altres a la revista Кур'єр Кривбасу (Correu de Kryvbas) com a part de la secció Mapa de contorn. Les col·leccions de poemes de Milenko Erhovitx i Stevan Tontitx van aparèixer a la revista electrònica Alarum.
Les traduccions es van publicar en llibres separats:
- Melina Kamerić, Туфлі до вручення „Оскара“ (Sabates per als Òscars) (Foli, 2013).
- Milenko Yerhović, Історії про людей і тварин (Històries sobre persones i animals) (Tempora, 2013).
- Milenko Yerhović, Срда співає в сутінках, на Трійцю (Dimecres canta al capvespre, a la Trinitat) (Tempora, 2014).
- Emir Kusturica, Смерть — неперевірена чутка (La mort. Un rumor no verificat) (Tempora, 2014).
- Nenad Velichković, Сагіб (Sagib) (Tempora, 2014).
- Mileta Prodanović, Аркадія (Arcàdia) (Tempora, 2015).
- Mikhail Pantić, Прогулянка хмарами (Passejant pels núvols) (Tempora, 2015).
- Uglesha Shaitinac, Дуже скромні дари (Regals molt modestos) (Tempora, 2016).
- Ozren Kebo, Сараєво для початківців (Sarajevo per a principiants) (Discursus, 2017).
- Mesha Selimović, Дервіш і смерть (Dervix i mort) (Krugovert, 2017).

Per les seves traduccions va ser guardonada amb el premi de la revista Кур'єр Кривбасу (Correu de Kryvbas) i el premi de traducció METAPHORA.
El desembre de 2017, l'editorial independent Круговерть (Krugovert) va publicar una novel·la de culte de l'escriptor bosnià Meša Selimović, Дервіш і смерть (Dervix i mort), traduïda per Kateryna Kalitko.
El maig de 2018, l'editorial Старого Лева (Lleó Vell) va publicar una altra traducció de l'escriptor bosnià i croat Milenko Ergović de Kateryna Kalitko, una col·lecció de 16 contes Іншалла, Мадонно, іншалла (Inshallah, Madonna, Inshallah).